# 东城街道 (漯河市)
东城街道是中华人民共和国河南省漯河市召陵区下辖的一个街道办事处。

## 行政区划
东城街道下辖以下村级行政区划单位：
谢庄村、李村、刘庄村、张庄村、贾店村、庙李村、黄集村、大周村、高庄村、康洼村、岗赵村、桂王村、坡李村。